# Sphaerocoryne peterseni
Sphaerocoryne peterseni is een hydroïdpoliep uit de familie Sphaerocorynidae. De poliep komt uit het geslacht Sphaerocoryne. Sphaerocoryne peterseni werd in 1984 voor het eerst wetenschappelijk beschreven door Bouillon. 